# Герб Херсонской области
Герб Херсонской области (укр. Герб Херсонської області) — символ, официальная эмблема Херсонской области Украины, в котором отображаются история, особенности и традиции области. Утверждён решением Херсонского областного совета 25 октября 2001.

## Описание
Герб представляет собой лазоревый щит с узкой золотой внутренней каймой, прерванной в главе золотыми воротами. В поле щита якорь, над которым два хлебных колоса в виде литеры "V", позади всего циркуль. Все фигуры золотые. Над щитом размещена корона. Щит обрамлён золотым дубовым венцом с названием области на пересечённой лазурью и золотом ленте.
Эталонный образец герба хранится в Херсонском областном совете. Авторы областной символики: архитектор Сергей Сазонов и дизайнер Юрий Щепелев.

### Символика
- Якорь — символ надежды. Также означает, что Таврийский край — водные ворота Украины (Днепр, Азовское и Чёрное моря).
- Хлебные колосья — основа благосостояния.
- Циркуль — чёткость построения, верность выбранному пути, экономическое возрождение.
- Очаковские ворота Херсонской крепости — точка отсчёта летописи края.
- Золотой дубовый венец — это символ вечности и могущества.
- Корона — дань исторической традиции, символ на гербе Херсонской губернии.

## История герба

### Российская империя
Левобережная Херсонская область была частью Таврической Губернии, на гербе которой в золотом щите изображён чёрный, двуглавый, коронованный орёл, на груди орла щиток, имеющий голубое поле, в котором помещён золотой восьмиконечный русский крест. Герб Таврической губернии восходит к гербу Таврической области, созданной после присоединения Крыма к Российской империи, утверждённому 8 марта 1784 года.
С 1803 до 1878 гербом города Херсон и одновременно Херсонской губернии был двуглавый орёл на жёлтом щите.

Херсон и современная правобережная Херсонская область входили в состав Херсонской губернии. Герб Херсонской губернии за авторством Б. Кёне был утверждён 5 июля 1878 года указом Александра II:
В лазуревом щите, серебряный Русский крест, с сиянием в четырёх верхних углах, сопровождаемый по бокам и снизу тремя золотыми Императорскими коронами. Щит увенчан императорскою короною и окружён золотыми дубовыми листьями, соединёнными Андреевскою лентою.

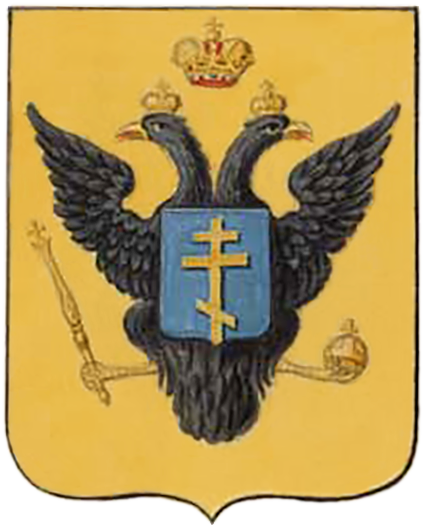
Герб Таврической области, 1784 г.
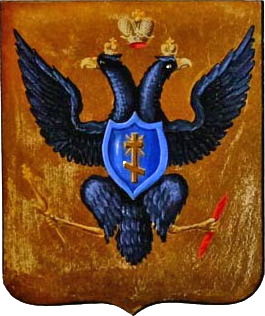
Первый герб Херсона и Херсонской губернии, 1803 г.
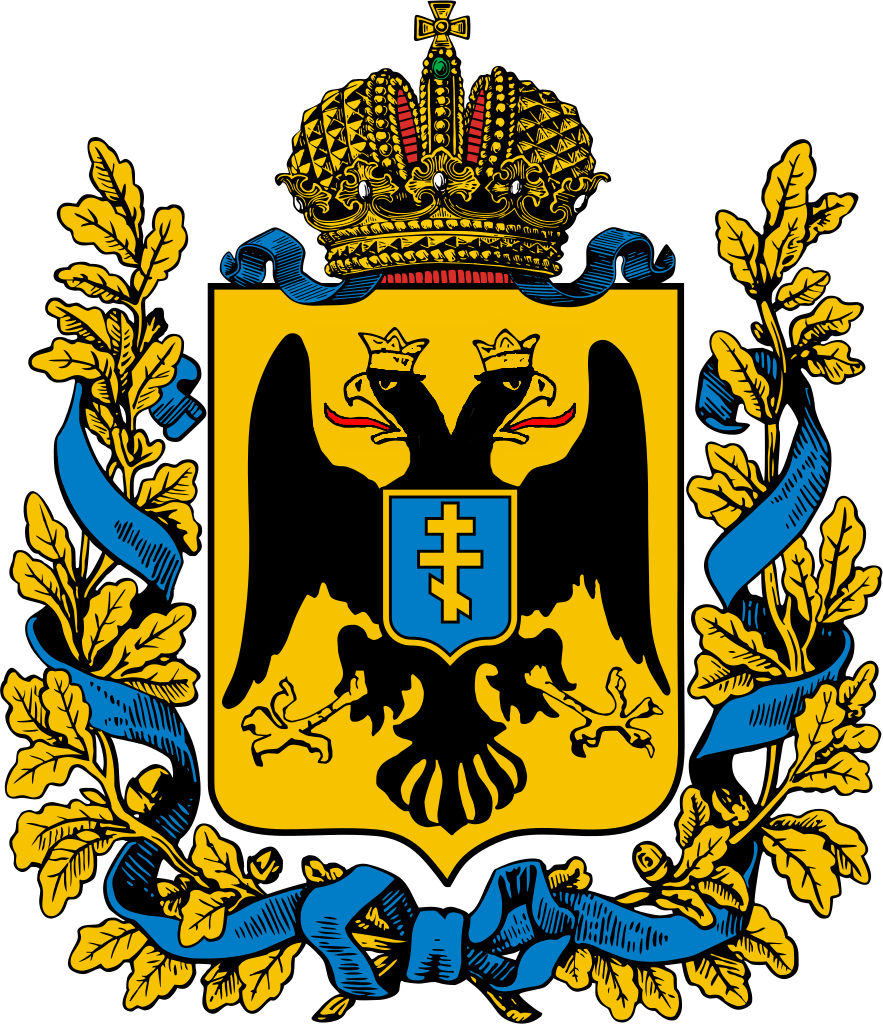
Герб Таврической губернии, 1856 г.
Герб с императорскими коронами, 1878 г.

### Критика герба
Херсонская область — единственный регион Украины, где не вернулись к историческому гербу. По мнению действительного члена Украинского геральдического общества историка-краеведа Алексея Паталахи, герб Херсонщины 2001 года запрограммирован на разрушение, а его символика напоминает масонскую (циркуль, два колоска). По его мнению, стоит рассмотреть исторический герб Херсонщины времён Украинской Народной Республики, который символизировал роль Северного Причерноморья в Киевской Руси, в котором императорские короны были заменены на тризубы. Это предложение поддержано Главой общественного совета при городском голове Александр Мошнягул. На основе герба 1919 года Украинское геральдическое общество предложило свой проект: 

В щите, имеющем голубое поле, — серебряный православный крест шестиконечный в золотом сиянии в окружении трёх золотых корон. Щит вписан в картуш. Клейнод — ионийская капитель и бунчук и две булавы. Украшения вокруг щита: два якоря, перевитые сине-жёлтой лентой, а у подножия — два колоска и гроздь винограда. В украшениях вокруг щита показано, что область портовая и расположена она у двух морей. Клейнод — ионийская капитель — в знак того, что в античные времена у нас были ионийские колонии. Бунчук и две булавы символизируют то, что на территории области существовали две казацкие сечи — Каменская и Алешковская. А два колоска и гроздь винограда символизируют экономику края.

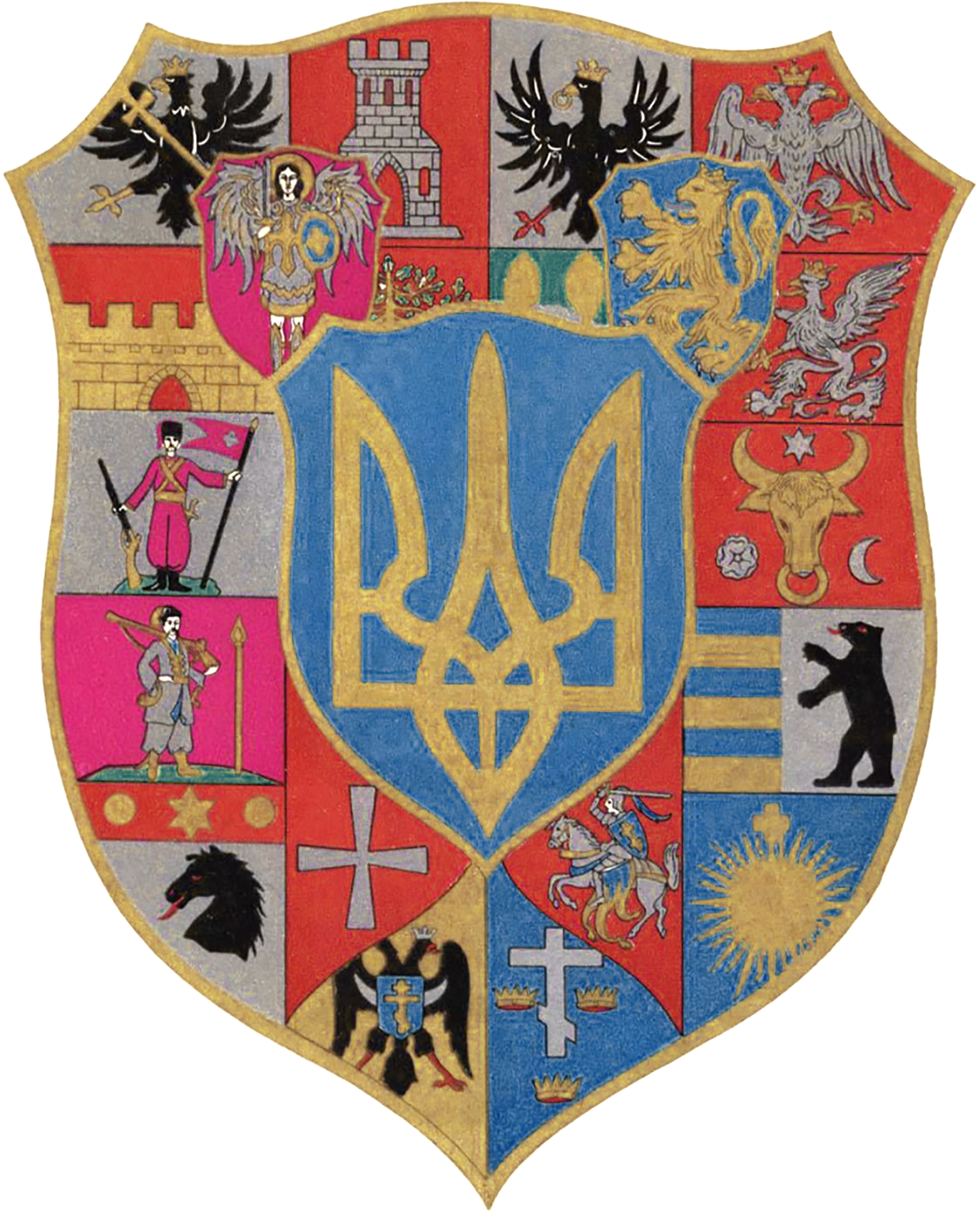
Херсонский герб на проекте большого герба УНР, 1939
Масонский символ: циркуль с угольником
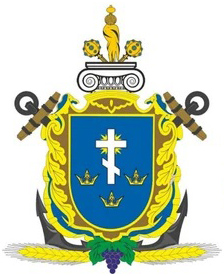
Проект герба Херсонской области 2020 года